# Nick Van Exel
Nickey Maxwell "Nick" Van Exel (Kenosha, 27 de novembro de 1971) é um ex-jogador e treinador norte-americano de basquete profissional. Atualmente é assistente técnico do Atlanta Hawks na National Basketball Association (NBA).

## Primeiros anos
Van Exel foi criado principalmente por sua mãe, Joyce. Frequentou a St. Joseph High School, uma escola particular em Kenosha, Wisconsin. Jogou de 1987 a 1989 e marcou 1.282 pontos, incluindo 772 em seu última ano. Liderou o torneio estadual WISAA (escolas particulares) em pontuação quando sua equipe perdeu nas finais nos seus últimos dois anos.

## Carreira universitária
Van Exel queria jogar basquete universitário, mas como não tinha notas altas o suficiente para se qualificar para um programa de primeira linha foi para o Trinity Valley Community College por dois anos. Dedicou-se aos estudos e se qualificou para se matricular na Universidade de Cincinnati.
Em 1991-92, com Van Exel como armador inicial com médias de 12,3 pontos e 2,9 assistências, os Bearcats tiveram um recorde de 29-5 e chegaram ao Final Four do Torneio da NCAA, onde foram derrotados por Michigan e seus "Fab Five".
Em seu último ano, Van Exel liderou Cincinnati com médias de 18,3 pontos e 4,5 assistências e levou o time ao Elite Eight do Torneio da NCAA. 
Em apenas duas temporadas, ele se tornou o líder de todos os tempos de Cincinnati em arremessos de três pontos feitos (147), tentados (411) e porcentagem de acertos (35%). Esses recordes já foram superados.

## Carreira profissional
Em uma carreira de 13 anos na NBA, Van Exel jogou pelo San Antonio Spurs, Portland Trail Blazers, Golden State Warriors, Dallas Mavericks, Denver Nuggets e Los Angeles Lakers.
A carreira de Van Exel começou quando ele foi selecionado pelo Los Angeles Lakers como a 37ª escolha geral do Draft da NBA de 1993. Van Exel e Eddie Jones foram a peça central do plano de reconstrução dos Lakers após o fim do Showtime no início dos anos 90. Van Exel era conhecido por suas sequências de arremessos e velocidade, ganhando-lhe o apelido de "Nick the Quick".
Durante sua carreira com os Lakers, Van Exel teve médias de 14,9 pontos e 7,3 assistências, terminando no top 10 da NBA nessa categoria duas vezes. Em 1996, durante um jogo contra o Denver Nuggets, ele empurrou um árbitro, resultando em expulsão, suspensão de sete jogos e multa de US$ 187.000.
Em 24 de junho de 1998, após cinco temporadas como armador titular, Van Exel foi negociado com o Denver Nuggets por Tony Battie e Tyronn Lue.
Jogando em um time dos Nuggets que era um dos piores da liga, Van Exel alcançou vários recordes na carreira. Ao longo de quatro temporadas, ele teve médias de 17,7 pontos e 8,4 assistências, com média de 21,4 pontos em 45 jogos da temporada de 2001-02.
Em 21 de fevereiro de 2002, ele foi negociado pelos Nuggets, junto com Raef LaFrentz, Avery Johnson e Tariq Abdul-Wahad, para o Dallas Mavericks por Juwan Howard, Donnell Harvey, Tim Hardaway e uma escolha de primeira rodada de 2002.
Em Dallas, Van Exel desempenhou um papel menor mas contribuiu efetivamente marcando os principais arremessos de três pontos. Ele teve médias de 12,5 pontos durante a temporada de 2002-03 e quase 20 pontos nos playoffs de 2003, carregando a carga ofensiva dos Mavericks em uma série apertada contra o Sacramento Kings.
Em 18 de agosto de 2003, Van Exel foi negociado, junto com Evan Eschmeyer, Avery Johnson, Popeye Jones e Antoine Rigaudeau, para o Golden State Warriors em troca de Antawn Jamison, Chris Mills, Danny Fortson e Jiří Welsch. Durante a temporada de 2003-04, ele jogou em 39 jogos e teve médias de 12,6 pontos e 5,3 assistências.
Em 20 de julho de 2004, ele foi negociado para o Portland Trail Blazers em troca de Dale Davis e Dan Dickau. Com os Blazers, ele jogou em apenas 53 jogos com média de 11,0 pontos.
Van Exel foi dispensado por Portland em 3 de agosto de 2005 e ele assinou com o San Antonio Spurs em 29 de agosto. Após a assinatura, Van Exel afirmou que seria sua última temporada na NBA. Devido a lesões no joelho e no cotovelo, ele jogou apenas 65 jogos durante a temporada de 2005-06 e teve médias de 5,5 pontos. Nos playoffs, o San Antonio foi eliminado pelo Dallas Mavericks em uma série que durou sete jogos. Dois dias depois, Tony Kornheiser e Michael Wilbon da ESPN relataram em seu programa Pardon the Interruption que Van Exel logo anunciaria sua aposentadoria.

## Estatísticas da NBA

### Temporada regular
| Ano      | Equipe       | PJ  | PT  | MPJ  | AP   | 3P   | LL    | RT  | AS  | BR   | TO | PPJ  |
| -------- | ------------ | --- | --- | ---- | ---- | ---- | ----- | --- | --- | ---- | -- | ---- |
| 1993–94  | L.A. Lakers  | 81  | 80  | 33.3 | .394 | .338 | .781  | 2.9 | 5.8 | 1.0  | .1 | 13.6 |
| 1994–95  | L.A. Lakers  | 80  | 80  | 36.8 | .420 | .358 | .783  | 2.8 | 8.3 | 1.2  | .1 | 16.9 |
| 1995–96  | L.A. Lakers  | 74  | 74  | 34.0 | .417 | .357 | .799  | 2.4 | 6.9 | .9   | .1 | 14.9 |
| 1996–97  | L.A. Lakers  | 79  | 79  | 37.2 | .402 | .378 | .825  | 2.9 | 8.5 | .9   | .1 | 15.3 |
| 1997–98  | L.A. Lakers  | 64  | 46  | 32.1 | .419 | .389 | .791  | 3.0 | 6.9 | 1.0  | .1 | 13.8 |
| 1998–99  | Denver       | 50  | 50  | 36.0 | .398 | .308 | .811  | 2.3 | 7.4 | .8   | .1 | 16.5 |
| 1999–00  | Denver       | 79  | 79  | 37.3 | .390 | .332 | .817  | 3.9 | 9.0 | .9   | .1 | 16.1 |
| 2000–01  | Denver       | 71  | 70  | 28.7 | .414 | .377 | .819  | 3.4 | 8.5 | .9   | .3 | 17.7 |
| 2001–02  | Denver       | 45  | 44  | 38.6 | .408 | .337 | .782  | 3.8 | 8.1 | .7   | .2 | 21.4 |
| 2001–02  | Dallas       | 27  | 2   | 28.0 | .411 | .347 | .844  | 3.1 | 4.2 | .5   | .1 | 13.2 |
| 2002–03  | Dallas       | 73  | 1   | 27.8 | .412 | .378 | .764  | 2.8 | 4.3 | .6   | .1 | 12.5 |
| 2003–04  | Golden State | 39  | 29  | 32.2 | .390 | .307 | .707  | 2.7 | 5.3 | .5   | .1 | 12.6 |
| 2004–05  | Portland     | 53  | 34  | 30.5 | .381 | .389 | .784  | 3.0 | 4.3 | .8   | .0 | 11.1 |
| 2005–06  | San Antonio  | 65  | 2   | 15.2 | .397 | .357 | .683  | 1.4 | 1.9 | .2   | .0 | 5.5  |
| Carreira | Carreira     | 880 | 670 | 31.9 | .403 | .353 | .785  | 2.8 | 6.3 | .7   | .1 | 14.3 |
| All-Star | All-Star     | 1   | 0   | 20.0 | .357 | .167 | 1.000 | 3.0 | 2.0 | .021 | .0 | 13.0 |

### Playoffs
| Ano      | Equipe      | PJ | PT | MPJ  | AP   | 3P   | LL    | RT  | AS  | BR  | TO | PPJ  |
| -------- | ----------- | -- | -- | ---- | ---- | ---- | ----- | --- | --- | --- | -- | ---- |
| 1995     | L.A. Lakers | 10 | 10 | 46.4 | .414 | .318 | .763  | 3.8 | 7.3 | 2.1 | .3 | 20.0 |
| 1996     | L.A. Lakers | 4  | 4  | 34.3 | .296 | .313 | .769  | 4.0 | 6.8 | .5  | .0 | 11.8 |
| 1997     | L.A. Lakers | 9  | 9  | 39.2 | .378 | .273 | .824  | 3.4 | 6.4 | 1.1 | .0 | 14.4 |
| 1998     | L.A. Lakers | 13 | 0  | 28.2 | .331 | .314 | .725  | 2.5 | 4.2 | .6  | .1 | 11.6 |
| 2002     | Dallas      | 8  | 1  | 33.0 | .366 | .206 | .667  | 3.0 | 3.9 | 1.0 | .0 | 11.1 |
| 2003     | Dallas      | 20 | 3  | 33.6 | .460 | .393 | .703  | 3.4 | 4.1 | .6  | .0 | 19.5 |
| 2006     | San Antonio | 12 | 0  | 11.1 | .219 | .300 | 1.000 | 1.0 | 1.4 | .3  | .2 | 2.2  |
| Carreira | Carreira    | 76 | 27 | 32.2 | .352 | .302 | .778  | 3.0 | 4.8 | .8  | .0 | 12.9 |

## Carreira como treinador
A Texas Southern University contratou Van Exel como assistente técnico do time de basquete masculino em 15 de outubro de 2009.
Em 8 de setembro de 2010, o Atlanta Hawks contratou Van Exel como instrutor de desenvolvimento de jogadores. Van Exel permaneceu nessa posição nas temporadas de 2010-11, 2011-12 e 2012-13. Em 2013-14, ele atuou como assistente técnico do Milwaukee Bucks.
Em 8 de julho de 2015, Van Exel foi nomeado treinador do Texas Legends na D-League substituindo Eduardo Nájera.
Em 8 de junho de 2016, Van Exel foi contratado pelo Memphis Grizzlies para atuar como assistente técnico.
Depois de dois anos como olheiro do Dallas Mavericks, Van Exel retornou aos Hawks como assistente técnico em 25 de agosto de 2021.

## Vida pessoal
Van Exel apareceu uma vez em um episódio do MTV Cribs.
Em 31 de janeiro de 2013, o filho de 22 anos de Van Exel, Nickey Van Exel, foi condenado por assassinar seu amigo e sentenciado a 60 anos de prisão. Nickey atirou fatalmente em seu melhor amigo e jogou seu corpo no lago Ray Hubbard. Isso foi feito com medo de que seu amigo, Bradley Eyo, contasse às autoridades sobre uma série de roubos que os dois cometeram juntos.